# Spontane Emission
Die spontane Emission, in älterer Literatur auch quantenhafte Emission genannt, ist eine quantenmechanische Erscheinung. Sie bezeichnet die Aussendung von Photonen beim Übergang zwischen Zuständen von Atomen oder Molekülen mit unterschiedlicher Energie. Anders als die stimulierte Emission findet die spontane Emission ohne äußere Einwirkung statt, sie gehört also zu den Zerfallsprozessen und den Zufallsprozessen. 
Die Grundidee wurde 1916/17 von Albert Einstein publiziert.

## Beschreibung
Der genaue Zeitpunkt, zu dem ein energetisch angeregtes System ein Photon emittiert, ist nicht vorhersagbar. Stattdessen erlaubt die Quantenphysik lediglich die Angabe einer Wahrscheinlichkeit dafür, dass innerhalb einer bestimmten Zeitspanne eine Emission stattfindet. Sie lässt sich beispielsweise über die Halbwertszeit charakterisieren, nach der in einem Ensemble angeregter Atome oder Moleküle gerade die Hälfte der Teilchen je ein Photon emittiert hat, oder über die Lebensdauer des angeregten Zustandes.
Im Rahmen der Quantenmechanik, die unter anderem die Struktur von Atomen und Molekülen beschreibt, lassen sich die Absorption eines Photons sowie seine stimulierte Emission gut verstehen; beide werden durch Einstrahlung einer elektromagnetischen Welle ausgelöst und unterscheiden sich in ihrer mathematischen Beschreibung nur durch ein Vorzeichen. Die spontane Emission ist dagegen zunächst nicht zu verstehen; entgegen der Intuition ist nämlich nach den Regeln der Quantenmechanik bei Abwesenheit äußerer Störungen auch ein Zustand höherer Energie stabil.
Der Mechanismus der spontanen Emission wurde daher erst im Rahmen der Quantenelektrodynamik verstanden, die auch die Erzeugung und Vernichtung von Photonen beschreiben kann. Danach ist das Vakuum von gewissen Vakuumfluktuationen des elektromagnetischen Felds erfüllt. Diese Schwingungen entsprechen dessen energetischem Grundzustand und lassen sich daher prinzipiell nicht durch Absorption vernichten. Das Phänomen der spontanen Emission lässt sich nun qualitativ und quantitativ letztlich auf eine stimulierte Emission zurückführen, die durch diese Vakuumfluktuationen ausgelöst wird.

## Mathematische Beschreibung
Die Anzahl {\displaystyle N} der spontanen Emissionen bzw. der angeregten Teilchen pro Volumen {\displaystyle V} und Zeit {\displaystyle t} ist proportional zur Teilchenzahldichte {\displaystyle n} im angeregten Zustand:
{\displaystyle {\frac {\partial N}{\partial t}}\propto n\cdot V}
Allerdings werden bei ausreichender Menge an Teilchen emittierte Photonen durch nichtangeregte Teilchen absorbiert, d. h. Emission und Absorption halten sich die Waage. Dies führt dazu, dass die Intensität (einschließlich der stimulierten Emission) nach der Planckformel nicht überschritten wird und die Gesamtintensität damit unabhängig von der Zahl der Teilchen ist.